# Cosmophasis albomaculata
Cosmophasis albomaculata là một loài nhện trong họ Salticidae.
Loài này thuộc chi Cosmophasis. Cosmophasis albomaculata được Ehrenfried Schenkel-Haas miêu tả năm 1944.